# MPTP
Az MPTP (1-metil-4-fenil-1,2,3,6-tetrahidropiridin) a Parkinson-kór állandó tüneteit előidéző idegméreg. Az agy feketeállományában pusztítja el az idegsejteket. Parkinson-kórral kapcsolatos állatkísérletekben használják.
Bár önmagának az MPTP-nek nincs kábítószerhatása, előállításakor az MPPP nevű, a morfiumhoz és a petidinhez (demerol-hoz) hasonló hatású szintetikus kábítószer is keletkezhetik, és fordítva. Az MPTP-t így fedezték fel (lásd alább).

## Mérgező hatás
Az MPTP-injekció nagyon gyorsan a Parkinson-szindróma tüneteit okozza, így az ezzel szennyezett MPPP-t fogyasztók is veszélyeztetettek.
Az MPTP önmagában nem mérgező, és mint zsírban oldódó vegyület átjut a vér-agy gáton, ahol azonban egy mérgező, MPP+ nevű kationná alakul, mely elpusztítja a dopamintermelő idegsejteket a pars compacta nevű agyterületen, mely a feketeállományban található. Az MPP+-t a dopamin-transzporterek juttatják a sejt belsejébe, melyek normál körülmények között a dopamin visszavételét végzik.
Mivel az MPTP önmagában nem veszélyes, a mérgező hatás mérsékelhető MAOI-val (monoamin-oxidáz gátló, pl. szelegilin), melyek megakadályozzák az MPP+-szá alakulást.
A dopaminerg idegsejtek számának csökkenése komoly következményekkel jár a komplex mozgások irányítására, mivel az ingerek a sérült agyterületen haladnak keresztül.
Az MPTP főleg a főemlősökben okoz Parkinson-szindrómát. A rágcsálók jóval kevésbé veszélyeztetettek. A patkányok szinte immunisak rá. Az egerek – fajtájuktól függően különböző mértékben – megszenvedik a sejtpusztulást, de nem mutatják a Parkinson-szindróma tüneteit. Ennek feltehetően az alacsonyabb MAO-B szint az oka a patkányok agyában.

## Felfedezés
Az MPTP mérgező hatására először 1976-ban figyelmeztetett Barry Kidston, egy 23 éves marylandi végzős kémiahallgató, aki jelentős mennyiségű MPTP-vel szennyezett MPPP-t állított elő, és önmagának beadta injekcióban. Három napon belül a Parkinson-kór tüneteit tapasztalta magán. A NIMH munkatársai MPTP és más petidin-vegyület nyomaira bukkantak a laboratóriumában, melyeket patkányokon teszteltek, de a patkányok rezisztenciája miatt nem találtak semmit. Kidston Parkinson-szindrómáját sikeresen kezelték levodopával, de ő 18 hónappal később kokain-túladagolásban meghalt. A boncolás során a feketeállományban a dopaminerg idegsejtek károsodását találták.
1982-ben a kaliforniai Santa Clara-ban hét emberen diagnosztizálták a Parkinson-szindrómát, miután MPTP-vel szennyezett MPPP-t fogyasztottak. J. William Langston neurológus a NIH-hel együttműködésben kinyomozta, hogy az MPTP az ok, és elkezdődött a kutatás annak főemlősökre gyakorolt hatásáról. Végül a hét főből kettőt sikeresen kezeltek őssejt-átültetéssel a svédországi Lund University kórházban.

## Az MPTP szerepe a Parkinson-kór kutatásában
Langston 1976-ban azt találta, hogy a majmokba injekciózott MPTP Parkinson-szindrómát okoz, mely levodopával enyhíthető. A levodopa a dopamin prekurzora, és jelenleg a Parkinson-kór egyik gyógyszere. Az MPTP-vel előidézett tünetek és agyi hatások annyira hasonlítottak a Parkinson-kóréra, hogy a szer alkalmassá vált kezelésének laboratóriumi kutatására.
A pargilin (vérnyomáscsökkentő MAO-B-gátló gyógyszer) megelőzi az MPTP neurotoxikus hatását. Ezen felül gátolja az MPTP átalakulását MPP+-szá. Ebből arra lehet következtetni, hogy nem is az MPTP okozza a Parkinson-kórt, hanem annak MPP+-szá alakulása.
2000-ben újabb állatmodellt találtak a Parkinson-kór kutatására, nevezetesen a rotenon nevű rovarirtót, mely patkányokban Parkinson-szindrómát okoz a feketeállománybeli dopaminerg idegsejtek elpusztításával.

## Felhasználás
Az MPTP-t először 1947-ben állították elő mint fájdalomcsillapítót. Különböző körülmények között tesztelték, de a kísérleteket leállították, amikor majmokon Parkinson-kórhoz hasonló tüneteket észleltek. Az egyik emberen végzett kísérletben hat főből ketten meghaltak.
A mérgező anyagcseretermék, az MPP+ kloridját gyomirtó szerként használják.

## Fordítás
Ez a szócikk részben vagy egészben  a   MPTP című angol Wikipédia-szócikk fordításán alapul.  Az eredeti cikk szerkesztőit annak laptörténete sorolja fel. Ez a jelzés csupán a megfogalmazás eredetét és a szerzői jogokat jelzi, nem szolgál a cikkben szereplő információk forrásmegjelöléseként.